# Obrejița
Obrejița – wieś w Rumunii, w okręgu Vrancea, w gminie Obrejița. W 2011 roku liczyła 1583
mieszkańców